# Diathermie
La diathermie est le phénomène par lequel des ondes électromagnétiques chauffent un matériau diélectrique, par rotation de dipôles. 

## Utilisation en chirurgie
En chirurgie, la diathermie est utilisée dans les bistouris électriques afin de permettre l'échauffement du tissu ciblé, afin de réaliser l'incision ou la cautérisation.